# Cerkiew Zaśnięcia Najświętszej Maryi Panny w Koszalinie
Cerkiew pod wezwaniem Zaśnięcia Przenajświętszej Bogurodzicy – prawosławna cerkiew parafialna w Koszalinie. Należy do dekanatu Koszalin diecezji wrocławsko-szczecińskiej Polskiego Autokefalicznego Kościoła Prawosławnego.

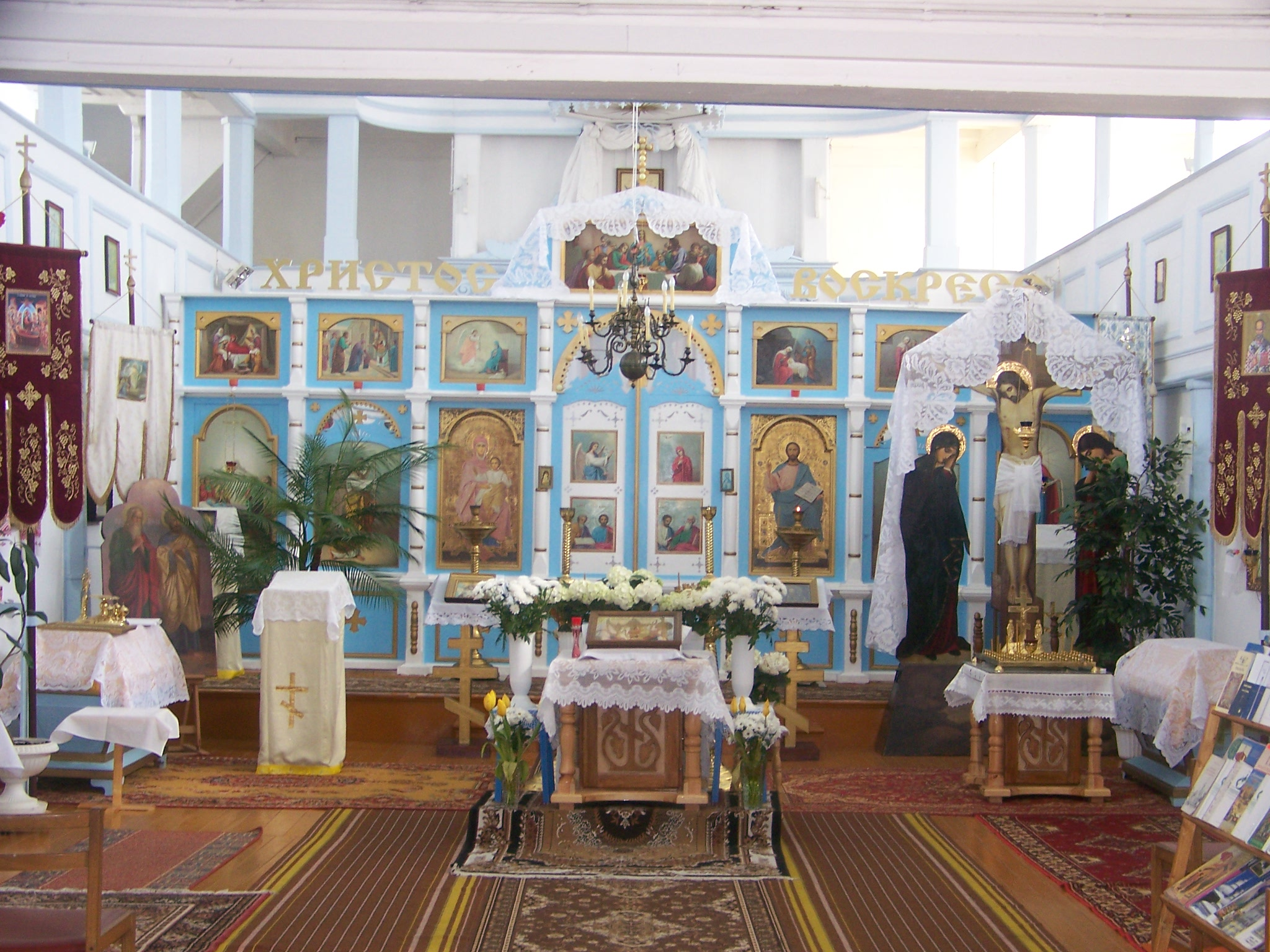
Wnętrze cerkwi

Cerkiew mieści się przy ulicy Adama Mickiewicza.
Zlokalizowana w dawnym kościele zamkowym pochodzącym z końca XIII w., odbudowanym w latach 1602–1609, przekazanym parafii prawosławnej w 1954. Wewnątrz cerkwi znajduje się ikonostas wykonany w 1955. Świątynia ozdobiona jest kopułami.
Cerkiew wpisano do rejestru zabytków 8 listopada 1956 pod nr A-768.